# Trentepohlia (Trentepohlia) infernalis
Trentepohlia (Trentepohlia) infernalis is een tweevleugelige uit de familie steltmuggen (Limoniidae). De soort komt voor in het Oriëntaals gebied.